# 広覚寺
広覚寺（こうがくじ）は、かつて京都府京都市にあった臨済宗の寺院であった。山号は大明山。

## 歴史

### 臨済宗京都十刹
智覚禅師を開山とし、1386年（至徳3年）京都十刹に列せられた。広覚寺が廃寺となった年は判っていない。